# Naturpark Puez-Geisler

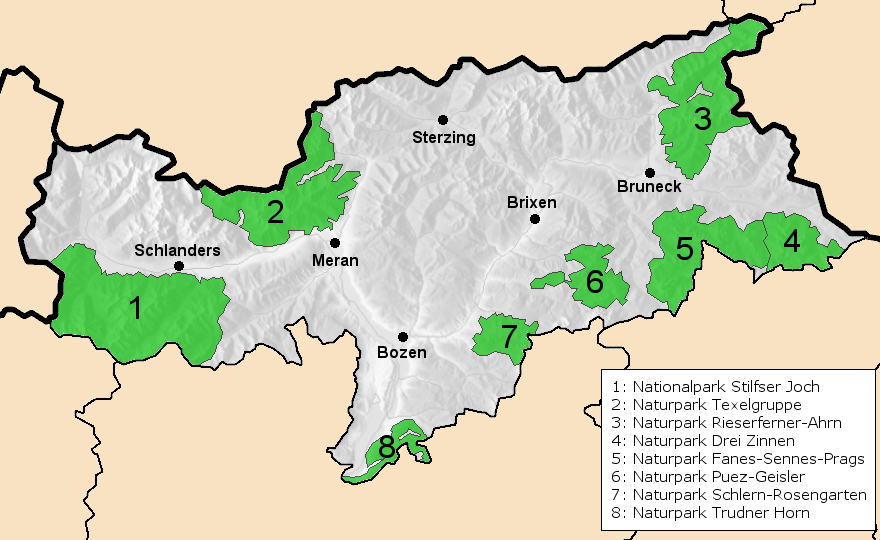
Karte der Naturparks in Südtirol mit dem Naturpark Puez-Geisler (6)

Der Naturpark Puez-Geisler (italienisch Parco Naturale Puez-Odle, ladinisch Parch Naturel Puez-Odles oder Parch Natural Pöz-Odles) ist ein Regionalpark in den Südtiroler Dolomiten (Italien). Er wurde 1978 gegründet, 1999 erweitert und umfasst heute eine Fläche von 10.722 ha, aufgeteilt auf die Gemeinden Abtei, Corvara, St. Christina in Gröden, St. Martin in Thurn, St. Ulrich in Gröden, Villnöß und Wolkenstein in Gröden.

## Ausdehnung und Lebensräume
Der Naturpark Puez-Geisler erstreckt sich in den Bergen der Geislergruppe und der Puezgruppe – mitunter auch als Puez-Geisler-Gruppe zusammengefasst – sowie der Peitlerkofelgruppe zwischen dem Gadertal, Gröden und Villnöß. Die Puezgruppe, in der u. a. die Puezspitzen (2918 m), der Sassongher (2665 m) und die Stevia (2555 m) aufragen, nimmt den Südosten des Parks bis zum Grödner Joch (2121 m) ein. Dort befinden sich auch die weitläufige Gardenacia-Hochfläche und der Lech de Crespëina. Den Westteil nimmt die Geislergruppe ein, die am Sass Rigais und an der Furchetta (beide 3025 m) ihre höchsten Punkte findet. Ein schmaler Gebietsstreifen an der Nordflanke der Seceda stellt die Verbindung zum Raschötzer Höhenzug her. Im Norden erhebt sich bis zum Würzjoch (2003 m) die Peitlerkofelgruppe mit dem namensgebenden Peitlerkofel (2875 m) und den Aferer Geislern.
Der Naturpark Puez-Geisler ist geologisch besonders interessant, da alle für die Dolomiten typischen Gesteinsschichten vorkommen, wie z. B. die Gröden-Formation, Bellerophon-Formation, Werfen-Formation oder Sankt-Cassian-Formation. Wälder befinden sich lediglich in Randbereichen des Parkgebiets. Prägend für das Landschaftsbild sind Almen, Bergwiesen und in höheren Lagen alpine Rasengesellschaften, die sich aus Polster-Seggen und Blaugräsern zusammensetzen. Ein Großteil der Gesamtfläche des Parks besteht aus Dolomitfelsen und Schutthalden.

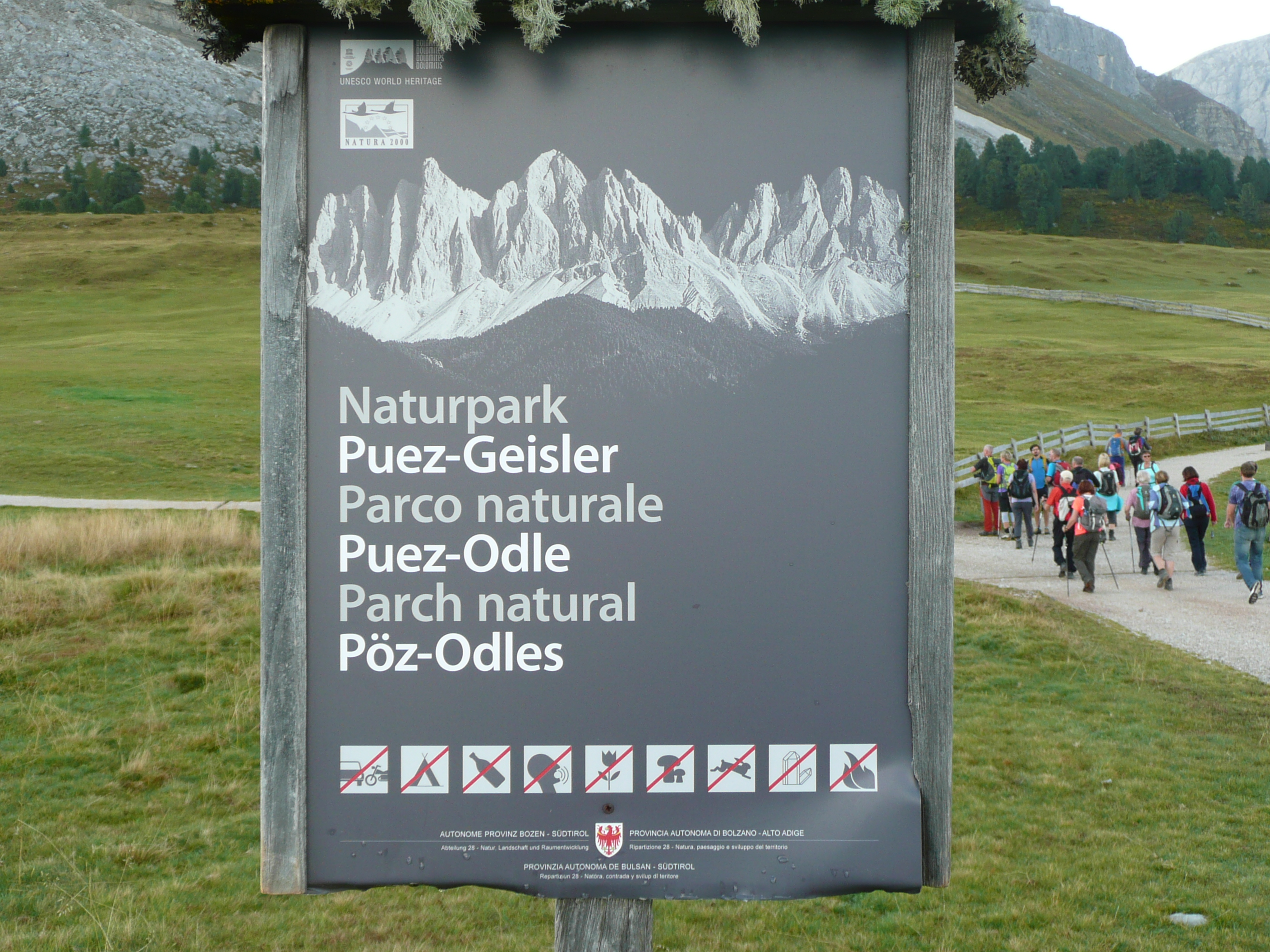
Hinweisschild
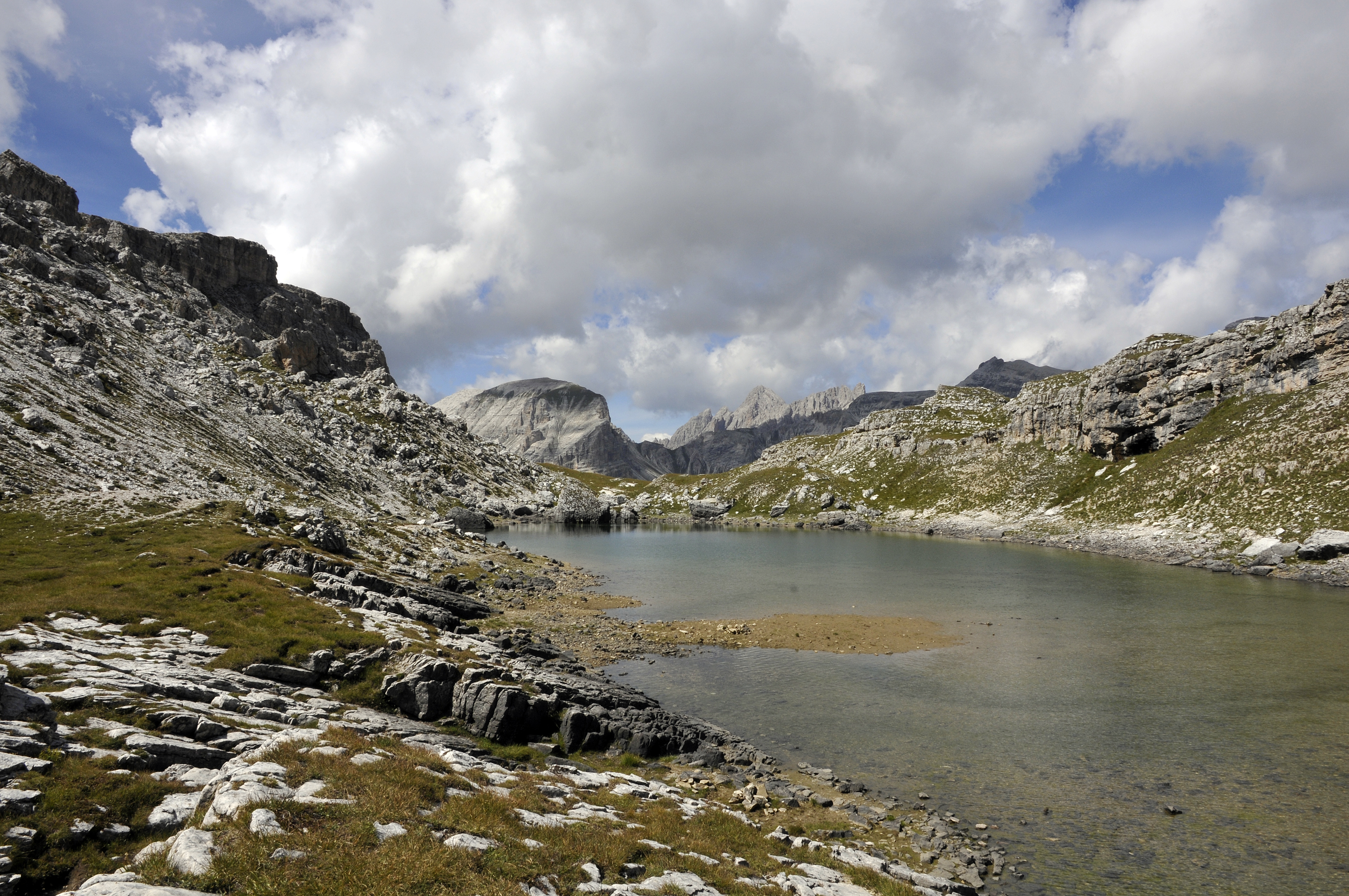
Lech de Crespëina
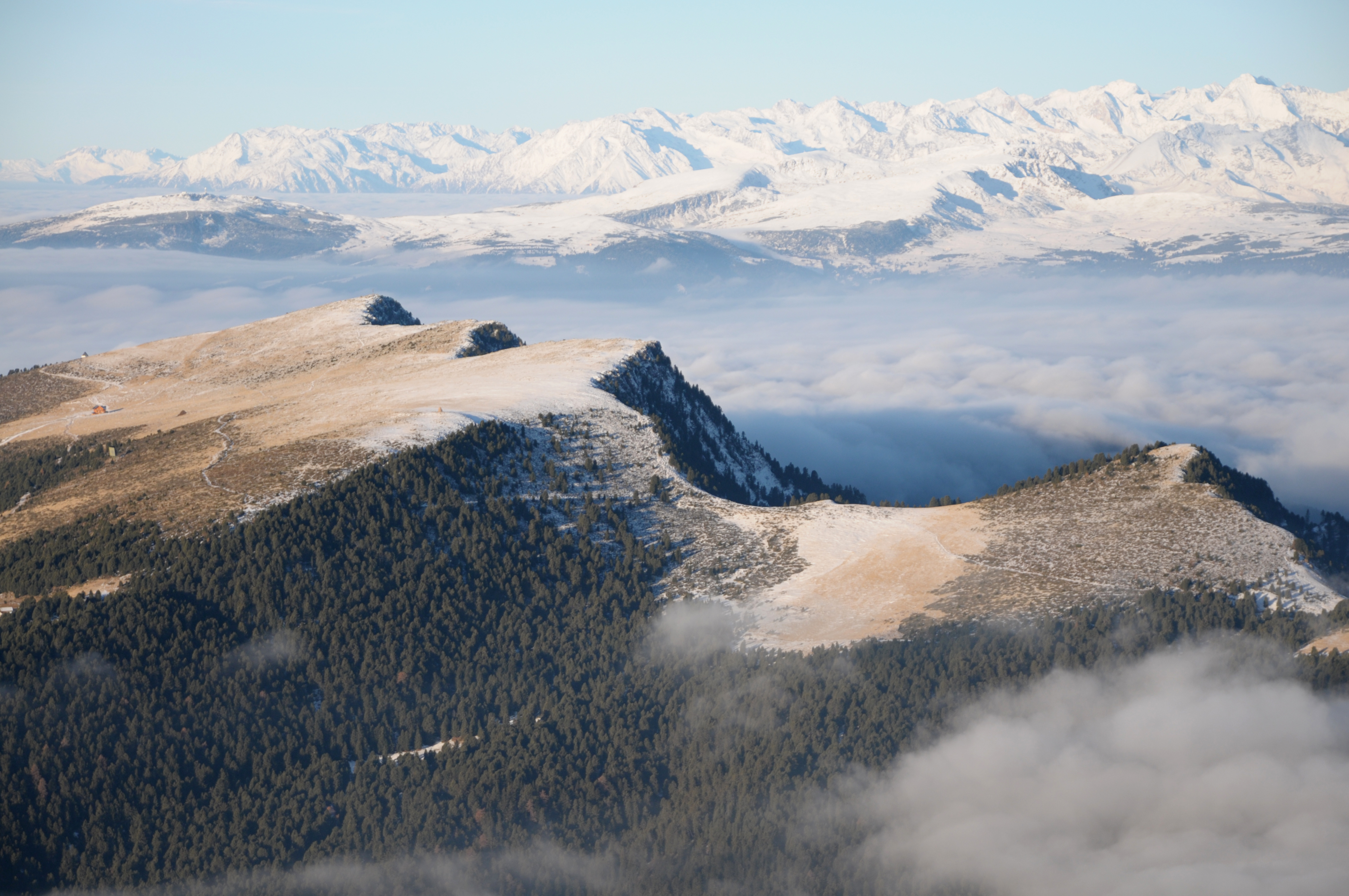
Raschötz
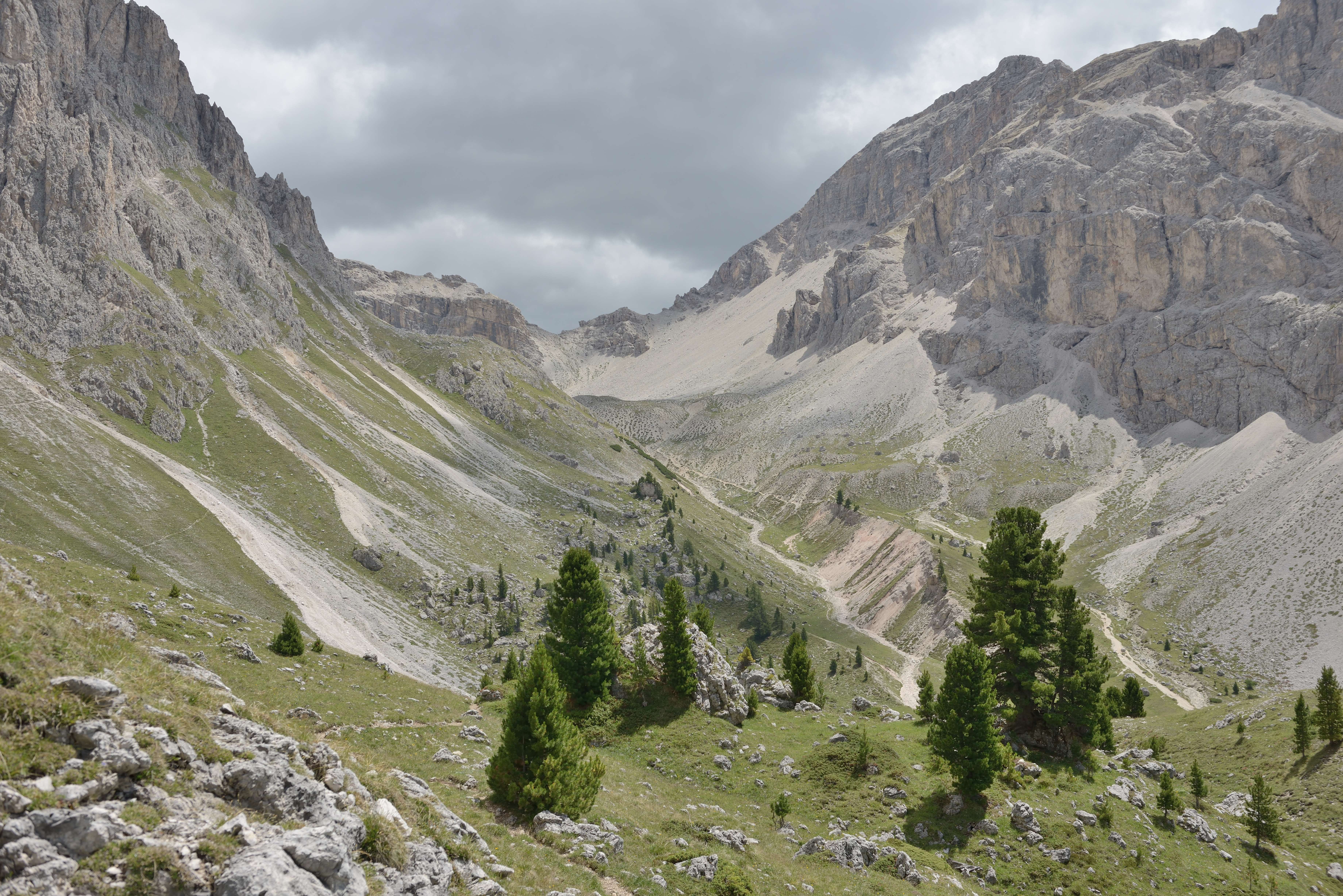
Das Tal Forces de Siëles und das gleichnamige Joch
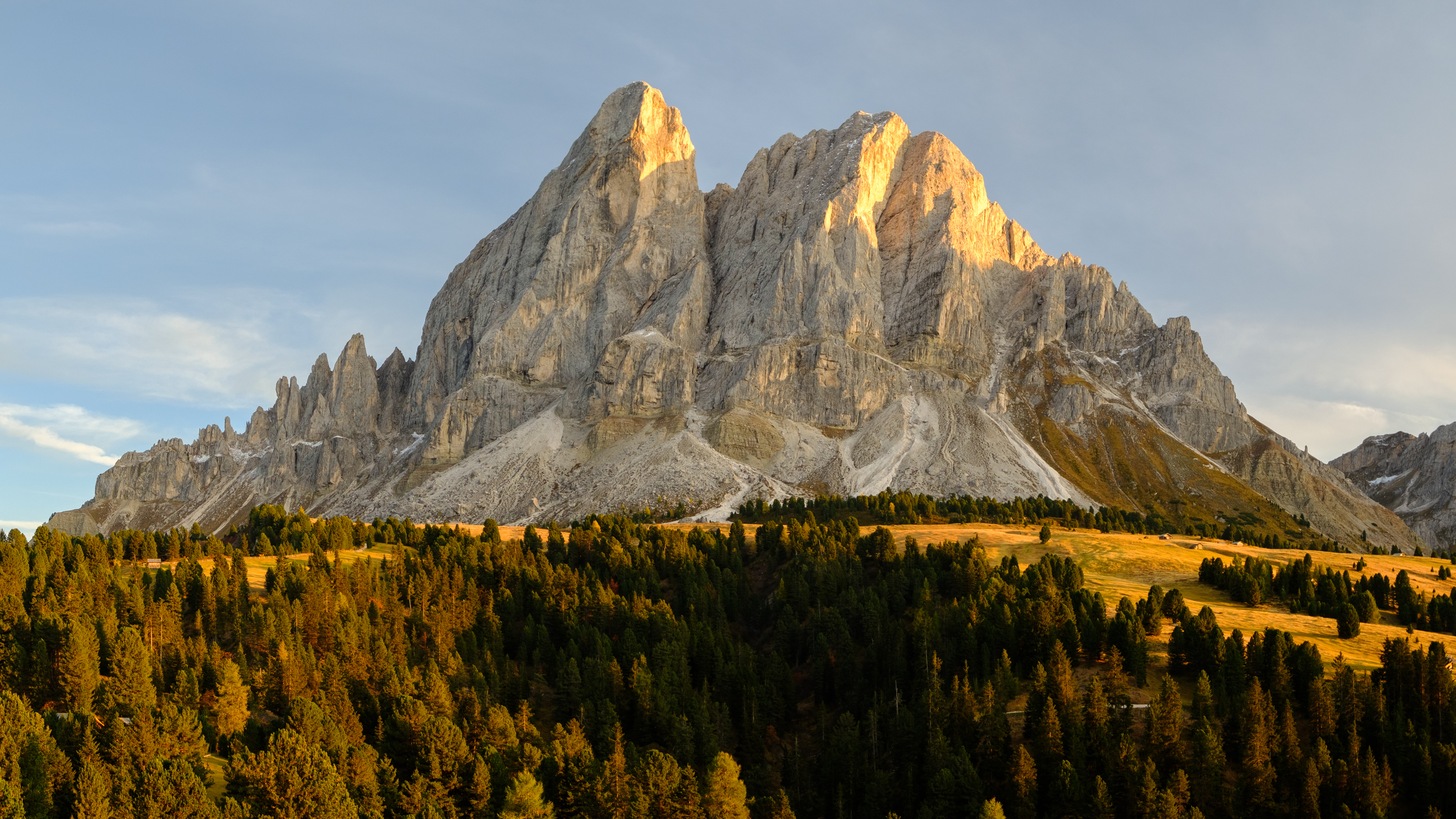
Peitlerkofel
Geislerspitzen

## Geschichte und Einrichtungen
Der Naturpark Puez-Geisler wurde 1978 gegründet, im Jahr 1999 erfolgte eine Erweiterung. 2009 wurde er durch die UNESCO als Teil des Welterbes Dolomiten anerkannt. Im Villnößer Ortsteil St. Magdalena wurde ebenfalls 2009 mit dem „Naturparkhaus Puez-Geisler“ (Standort: ⊙) ein Besucherzentrum mit einem begehbaren Luftbild eröffnet, dem Ausstellungsbereich „Berge anfassen“, in dem Gesteinsarten und -schichten gezeigt werden. Im zweiten Stock befinden sich die beiden weiteren Ausstellungsbereiche „Wunderkammer der Natur“ und „Berge erobern“.